# Canadian Forces Base North Bay

i7
i11
i13
Die Canadian Forces Base North Bay (kurz CFB North Bay) ist ein Militärflugplatz in der Nähe von North Bay, Ontario, Kanada. Die Air Base ist direkt der Royal Canadian Air Force (RCAF) unterstellt. Auf ihr ist heute das 22. Geschwader (22. Wing) stationiert.

## Geschichte

### RCAF Station North Bay
Die Basis wurde im Jahre 1933 von der Royal Canadian Air Force als RCAF Station North Bay eröffnet. Anfänglich wurde die Station als Logistikstandort und als Planungszentrum für weitere Luftwaffenstützpunkte, die 1930 im nördlichen Gebiet von Ontario gebaut wurden, genutzt. Während des Zweiten Weltkriegs spielte die Airbase eine tragende Rolle. So wurde sie als Auftank- und Notfallflughafen für Flugzeuge genutzt, die aus den USA und Kanada per Schiff nach England transportiert wurden. Der Stützpunkt diente vorwiegend als Zwischenstopp für Kampfflugzeuge wie den Avro Lancaster Bomber, der in Toronto gebaut wurde, sowie den amerikanischen Consolidated B-24. Mit dem Ende des Zweiten Weltkriegs wurde die Basis geschlossen.
1951 wurde sie reaktiviert und für Trainingszwecke genutzt. Nachdem die Infrastruktur wiederhergestellt wurde, wurde der Stützpunkt im Kalten Krieg als Logistikzentrum zum Aufbau der Pinetree Line (ein Luftüberwachungsnetzwerk mit Radarstationen) genutzt, die nahe dem Stützpunkt verlief. Die Start- und Landebahnen wurden stark verlängert und die Airbase diente von diesem Zeitpunkt an zur Luftraumüberwachung für Toronto und das südliche Ontario. Die Normalbesetzung waren zwei Geschwader für Nachtflüge und ein Geschwader für die Tagesüberwachung. Stationiert wurden die Kampfflugzeuge Avro Canada CF-100, die North American F-86 und später die McDonnell CF-101 Voodoo.
1950 wurde mit der Gründung des North American Aerospace Defense Command (NORAD) und der Einführung der Kanadier durch die Amerikaner in das computergestützte Luftverteidigungssystem Semi-Automatic Ground Environment (SAGE) ein Luftüberwachungszentrum auf der Basis eingerichtet, welches die gleiche Ausstattung und Befehlsgewalt hat wie das amerikanische Pendant im Cheyenne Mountain. 1959 wurde ein SAGE-System eingerichtet, das sich in einem dreistöckigen unterirdischen Bau unter der Airbase befindet.

### CFB North Bay
Am 1. April 1966 wurde die RCAF Station North Bay aufgrund einer Umstrukturierung in den kanadischen Streitkräften auf den Namen Canadian Forces Base North Bay (kurz: CFB North Bay) umbenannt. Die bis dahin stationierten Bomarc Flugabwehrraketen wurden 1973 abgeschafft, 1983 folgte das veraltete SAGE-System, von dem man heute noch Teile im Computer History Museum in Kalifornien, USA besichtigen kann. Aufgrund von finanziellen Kürzungen im Verteidigungsbudget war Ende der sechziger Jahre nur noch eine Einheit auf der Airbase stationiert, bevor auch diese den Standort wechselte.
Anfang 2000 stand aufgrund von weiteren Budgeteinsparungen bei den Verteidigungsausgaben nach Ende des Kalten Krieges erneut die Schließung der Air Base bevor. Das NORAD-Kommandozentrum sollte nach Winnipeg umziehen. Die nahe liegende Stadt North Bay war in großer Sorge wegen der wegfallenden Arbeitsplätze. Aus diesem Grund vereinbarte man eine Kostenteilung zwischen dem Verteidigungsministerium und der Stadt, um die Air Base weiter als Standort halten zu können. 2004 begann in diesem Zusammenhang der Bau eines neuen oberirdischen Kommandozentrums, welches 2006 fertiggestellt wurde. Im Herbst 2006 wurde der operative Betrieb im Kommandozentrum aufgenommen und das Gebäude erhielt den Namen Sergeant David L. Pitcher Building. Das ehemalige unterirdische Kommandozentrum wurde stillgelegt, kann jedoch bei erhöhter Gefahrenlage jederzeit wieder in Betrieb genommen werden.
Heute ist der Stützpunkt aus militärischer Sicht weitgehend zur Ruhe gekommen und dient im Sommer hauptsächlich als Schulungsstandort z. B. zur Flugzeugwartung.
Zu den immer noch bestehenden Aufgaben von North American Aerospace Defense Command (NORAD) gehört die Flugüberwachung für den kanadischen Luftraum. Die Anlagen werden heute vom 22. Fluggeschwader betrieben, welches die nördlichsten Gebiete Kanadas mit dem Radarnetzwerk North Warning System überwacht. Des Weiteren zählen auch Radaranlagen an den kanadischen Küsten des Atlantiks und Pazifiks zum Netzwerk. Zuständig für die Überwachung des Luftraums ist die Einheit des 21. Aerospace Control and Warning Squadron. Sollte ein unidentifiziertes oder verdächtiges Flugobjekt in den kanadischen Luftraum eindringen, starten je nach Gefahrenlage CF-18 Kampfflugzeuge von den nächstgelegenen Stützpunkten zur Abwehr.

## Einheiten
Auf der Basis sind ca. 600 Menschen beschäftigt, Soldaten, Reservisten und Zivilisten.
- 21. Aerospace Control and Warning Squadron, (Luftraumüberwachung und Warnungseinheit)
- 51. Aerospace Control and Warning Operational Training Squadron, (Schulungszentrum)
- 722. Support Squadron (USAF), (Unterstützungseinheit der US Air Force)

sowie weitere unterstützende Einheiten.

## Start und Landebahnen
Der Flugplatz verfügt über drei Start und Landebahnen aus Asphalt. Die erste hat eine Länge von 3039 Metern und eine Breite von 80 Metern. Die zweitgrößte verfügt über eine Länge von 1900 Metern und eine Breite von rund 70 Metern. Die dritte Bahn verfügt über eine Länge von 1350 und eine Breite von 60 Metern.